# فرهنگ معیری
فرهنگ معیّری (۱ خرداد ۱۳۲۲ – ۲۱ اردیبهشت ۱۳۸۷) چهره‌پرداز ایرانی، گریمور رادیو و تلویزیون ملی ایران و مؤسس آموزشگاه آزاد سینمایی آئینه در آئینه بود. فرهنگ معیری به عنوان چهره پردازی مؤلف و صاحب سبک در سینما و تلویزیون ایران شناخته می‌شود.

## زندگی
او پدر فریور معیری طراح چهره پردازی سینمای ایران و پدر زن حنیف مزروعی روزنامه‌نگار و فعال سیاسی ایرانی است.
از وی به عنوان پدر چهره‌پردازی نوین ایران نام برده شده‌است.
وی در نوجوانی فعالیت خود را در سینما با حضور در پشت صحنه فیلم خشت و اینه با سودای کارگردانی آغاز نمود و در طول دوران کاری خود همواره نگرش تألیفی خود را در طراحی و شخصیت‌سازی پرسوناژها اعمال نمود. ماحصل دوران کاری او حضور در آثار کارگردانان شاخصی همچون بهرام بیضایی، امیر نادری، همایون شهنواز، مسعود کیمیایی، محمّدرضا اصلانی، عزیزالله حمیدنژاد، محمّدرضا اعلامی، پوران درخشنده و… بوده‌است.
طراحی و اجرای گریم مجموعه تلویزیونی دلیران تنگستان به عنوان اولین مجموعه تلویزیونی سیاه و سفید تاریخ تلویزیون ملی ایران و مجموعه تلویزیونی سمک عیار به عنوان اولین مجموعه تلویزیونی رنگی تلویزیون ملی از افتخارات وی به‌شمار می‌آید.

## گزیدهٔ فیلم‌شناسی
فیلم‌های کلاغ، چریکه تارا، سفر سنگ، نفس بریده، خاتون ،فصل خون، جنگ اطهر، خط قرمز، بند، خانه عنکبوت، گل‌های کاغذی، رابطه، پرواز در شب، طلسم، باشو غریبه کوچک، کانی مانگا، شاید وقتی دیگر، مسافران، مادیان، افعی، روانی، رخساره، سگ‌کشی و اشک سرما فیلم‌های دیگری بودند که وی به عنوان چهره‌پرداز در آنان مشارکت داشت.

## جایزه‌ها
فرهنگ معیری برای فیلم سگ‌کشی در نوزدهمین دوره جشنواره فیلم فجر و پنجمین دوره جشن خانه سینما نامزد جایزه بهترین چهره‌پردازی شد. همچنین برای فیلم اشک سرما هم در هشتمین جشن خانه سینما نامزد بهترین چهره‌پردازی بود.

## درگذشت
وی ۲۱ اردیبهشت ۱۳۸۷ در سن ۶۴ سالگی در تهران در گذشت و بنا بر علاقه شخصی در روستای چاران به خاک سپرده شد.